# Вурманкаси (Маріїнсько-Посадський район)
Вурманка́си (рос. Вурманкасы, чув. Вăрманкасси) — присілок у складі Маріїнсько-Посадського району Чувашії, Росія. Входить до складу Ельбарусовського сільського поселення.
Населення — 305 осіб (2010; 311 у 2002).
Національний склад:
- чуваші — 97 %